# Championnat du Portugal féminin de football 1986-1987
Navigation
Édition précédente Édition suivante
La Taça Nacional de Futebol Feminino 1986-1987 est la 2e édition du championnat du Portugal féminin de football. Le premier niveau national du championnat féminin oppose dix-sept clubs portugais répartis dans trois groupes de cinq et six équipes qui s'affrontent selon le principe des matches aller et retour.
À l'issue de cette première phase, les clubs terminant à la première place de chaque groupe s'affrontent dans une phase finale dans un mini championnat aller-retour. Tout comme la saison passée il n'existe pas de principe de relégations en division inférieure.
À l'issue de la saison, le Boavista FC s'adjuge son deuxième titre consécutif de champion du Portugal, devançant les clubs de l'União de Coimbra et de l'União de Coina. 

## Participants
Ce tableau présente les dix-sept équipes qualifiées pour disputer le championnat 1986-1987. 
La première phase comprend trois groupes de cinq et six équipes. 
Légende des couleurs
- Vainquer de la Taça Nacional de Futebol Feminino la saison précédente.
- Promu de division inférieure.

| \| Boavista FC SC Braga Leça do Balio AD Esposende Santa Maria FC Varzim SC \| Localisation des clubs engagés dans la Zona Norte du championnat. |
| Boavista FC SC Braga Leça do Balio AD Esposende Santa Maria FC Varzim SC                                                                         |

| Nom du club    | Date de création | Dernière montée | Division 1985-1986 | Stade                                    | Capacité | Vict. |
| -------------- | ---------------- | --------------- | ------------------ | ---------------------------------------- | -------- | ----- |
| Boavista FC    | 1903             | 1985            | Taça Nacional      | Campo de Treinos do Estádio do Bessa XXI | -        | 1     |
| SC Braga       | 1921             | 1985            | Taça Nacional      | Estádio Municipal 1º de Maio             | 30 000   | /     |
| AD Esposende   | -                | 1985            | Taça Nacional      | -                                        | -        | /     |
| Leça do Balio  | 1964             | 1985            | Taça Nacional      | -                                        | -        | /     |
| Santa Maria FC | 1943             | 1985            | Taça Nacional      | -                                        | -        | /     |
| Varzim SC      | 1915             | 1986            | Distrital          | -                                        | -        | /     |

| \| União Coimbra Paivense Juv. Arzila Estrela Azul UR Ferreirense \| Localisation des clubs engagés dans la Zona Centro du championnat. |
| União Coimbra Paivense Juv. Arzila Estrela Azul UR Ferreirense                                                                          |

| Nom du club         | Date de création | Dernière montée | Division 1985-1986 | Stade | Capacité | Vict. |
| ------------------- | ---------------- | --------------- | ------------------ | ----- | -------- | ----- |
| Juventude Arzila    | 1971             | 1985            | Taça Nacional      | -     | -        | /     |
| CF União de Coimbra | 1919             | 1985            | Taça Nacional      | -     | -        | /     |
| Estrela Azul        | 1981             | 1986            | Distrital          | -     | -        | /     |
| União Ferreirense   | 1916             | 1986            | Distrital          | -     | -        | /     |
| SC Paivense         | 1943             | 1985            | Taça Nacional      | -     | -        | /     |

| \| Ac. Alvalade Coina Carcavelos Costa do Estoril Tenente Valdez Terras da Costa \| Localisation des clubs engagés dans la Zona Sul du championnat. |
| Ac. Alvalade Coina Carcavelos Costa do Estoril Tenente Valdez Terras da Costa                                                                       |

| Nom du club         | Date de création | Dernière montée | Division 1985-1986 | Stade | Capacité | Vict. |
| ------------------- | ---------------- | --------------- | ------------------ | ----- | -------- | ----- |
| Académico Alvalade  | -                | 1985            | Taça Nacional      | -     | -        | /     |
| GS Carcavelos       | 1921             | 1985            | Taça Nacional      | -     | -        | /     |
| União Coina         | -                | 1985            | Taça Nacional      | -     | -        | /     |
| GD Costa do Estoril | -                | 1986            | Distrital          | -     | -        | /     |
| CER Tenente Valdez  | 1911             | 1986            | Distrital          | -     | -        | /     |
| GD Terras da Costa  | 1983             | 1986            | Distrital          | -     | -        | /     |

## Compétition

### Première phase
Classement
Le classement est calculé avec le barème de points suivant : une victoire vaut deux points, le match nul un et la défaite zéro.
Critères de départage en cas d'égalité au classement :
1. classement aux points des matchs joués entre les clubs ex æquo ;
2. différence entre les buts marqués et les buts concédés sur la totalité des matchs joués dans le championnat ;
3. plus grand nombre de buts marqués sur la totalité des matchs joués dans le championnat ;
4. en cas de nouvelle égalité, une rencontre supplémentaire aura lieu sur terrain neutre avec, éventuellement, l’épreuve des tirs au but.

#### Zona Norte
Les joueuses du Boavista FC, remportent à nouveau la première phase de la zone nord, ne concédant qu'un match nul et n'encaissant qu'un but. Elles améliorent le record du plus de buts inscrits en une rencontre, qui est aussi celui de la plus large victoire, en championnat du Portugal, cela en battant le Santa Maria FC 17 à 0 (précédent record 15-0, face à l'AD Esposende, lors de la saison 1985-86).
Le Sporting Braga, arrive pour la deuxième fois consécutive à la place de dauphin.
| Rang | Équipe         | Pts | J  | G | N | P | Bp | Bc | Diff |
| ---- | -------------- | --- | -- | - | - | - | -- | -- | ---- |
| 1    | Boavista FCT   | 19  | 10 | 9 | 1 | 0 | 57 | 1  | +56  |
| 2    | SC Braga       | 13  | 10 | 4 | 5 | 1 | 35 | 12 | +23  |
| 3    | Varzim SCP     | 12  | 10 | 5 | 2 | 3 | 22 | 10 | +12  |
| 4    | Leça do Balio  | 12  | 10 | 5 | 2 | 3 | 22 | 14 | +8   |
| 5    | AD Esposende   | 3   | 10 | 1 | 1 | 8 | 2  | 43 | -41  |
| 6    | Santa Maria FC | 1   | 10 | 0 | 1 | 9 | 1  | 59 | -58  |

|  | Qualifié pour la phase finale de la compétition. |
|  | Relégué en division inférieure. |
|  | T Tenant du titre. P Promu de division inférieure. Pts points ; G victoires ; N match nuls ; P défaites Bp buts marqués ; Bc buts encaissés ; Diff différence de buts |

| Résultats (▼dom., ►ext.)                                   | Boa  | Bra | Var | LdB | Esp | Sta  |
| Boavista FC                                                |      | 1-1 | 3-0 | 4-0 | 8-0 | 17-0 |
| SC Braga                                                   | 0-3  |     | 3-3 | 1-1 | 5-0 | 11-0 |
| Varzim SC                                                  | 0-2  | 1-1 |     | 0-1 | 3-0 | 6-0  |
| Leça do Balio                                              | 0-6  | 1-1 | 0-2 |     | 4-0 | 10-0 |
| AD Esposende                                               | 0-12 | 1-6 | 0-4 | 0-1 |     | 0-0  |
| Santa Maria FC                                             | 0-1  | 1-6 | 0-3 | 0-4 | 0-1 |      |
| - Victoire à domicile - Match nul - Victoire à l'extérieur |      |     |     |     |     |      |

#### Zona Centro
La zone centre n'est composé que de cinq équipes, faute d'engagements suffisants. L'União de Coimbra, remporte à nouveau le championnat de zone centre, et est ainsi qualifié pour la phase finale.
| Rang | Équipe              | Pts | J | G | N | P | Bp | Bc | Diff |
| ---- | ------------------- | --- | - | - | - | - | -- | -- | ---- |
| 1    | CF União de Coimbra | 16  | 8 | 8 | 0 | 0 | 39 | 4  | +35  |
| 2    | SC Paivense         | 10  | 8 | 4 | 2 | 2 | 21 | 12 | +9   |
| 3    | Estrela AzulP       | 9   | 8 | 4 | 1 | 3 | 15 | 13 | +2   |
| 4    | União FerreirenseP  | 5   | 8 | 2 | 1 | 5 | 13 | 21 | -8   |
| 5    | Juventude Arzila    | 0   | 8 | 0 | 0 | 8 | 4  | 42 | -38  |

|  | Qualifié pour la phase finale de la compétition. |
|  | Relégué en division inférieure. |
|  | T Tenant du titre. P Promu de division inférieure. Pts points ; G victoires ; N match nuls ; P défaites Bp buts marqués ; Bc buts encaissés ; Diff différence de buts |

| Résultats (▼dom., ►ext.)                                   | UdC  | Pai | Azu | Fer | Arz |
| CF União Coimbra                                           |      | 5-0 | 4-1 | 5-1 | 5-1 |
| SC Paivense                                                | 0-1  |     | 4-1 | 2-2 | 5-1 |
| Estrela Azul                                               | 1-4  | 1-1 |     | 3-0 | 4-0 |
| União Ferreirense                                          | 0-5  | 1-3 | 0-1 |     | 2-1 |
| Juventude Arzila                                           | 0-10 | 0-6 | 0-3 | 1-7 |     |
| - Victoire à domicile - Match nul - Victoire à l'extérieur |      |     |     |     |     |

#### Zona Sul
| Rang | Équipe               | Pts | J  | G | N | P | Bp | Bc | Diff |
| ---- | -------------------- | --- | -- | - | - | - | -- | -- | ---- |
| 1    | União Coina          | 17  | 10 | 8 | 1 | 1 | 33 | 7  | +26  |
| 2    | Académico Alvalade   | 15  | 10 | 7 | 1 | 2 | 34 | 10 | +24  |
| 3    | GS Carcavelos        | 12  | 10 | 6 | 0 | 4 | 23 | 15 | +8   |
| 4    | GD Costa do EstorilP | 9   | 10 | 4 | 1 | 5 | 10 | 19 | -9   |
| 5    | CER Tenente ValdezP  | 6   | 10 | 3 | 0 | 7 | 8  | 28 | -20  |
| 6    | GD Terras da CostaP  | 1   | 10 | 0 | 1 | 9 | 8  | 37 | -29  |

|  | Qualifié pour la phase finale de la compétition. |
|  | Relégué en division inférieure. |
|  | T Tenant du titre. P Promu de division inférieure. Pts points ; G victoires ; N match nuls ; P défaites Bp buts marqués ; Bc buts encaissés ; Diff différence de buts |

| Résultats (▼dom., ►ext.)                                   | Coi | Alv | Car | Est | Val | Cos |
| União Coina                                                |     | 2-0 | 6-2 | 5-1 | 5-0 | 4-0 |
| Académico Alvalade                                         | 1-1 |     | 4-2 | 3-0 | 5-0 | 8-0 |
| GS Carcavelos                                              | 0-3 | 1-0 |     | 1-0 | 5-0 | 3-0 |
| GD Costa do Estoril                                        | 2-0 | 0-2 | 1-5 |     | 1-0 | 2-1 |
| CER Tenente Valdez                                         | 1-5 | 1-4 | 1-0 | 0-1 |     | 3-1 |
| GD Terras da Costa                                         | 0-2 | 3-7 | 0-4 | 2-2 | 1-2 |     |
| - Victoire à domicile - Match nul - Victoire à l'extérieur |     |     |     |     |     |     |

### Phase finale
Les trois équipes qualifiées pour la phase finale s'opposent dans un mini championnat aller-retour.
Boavista s'impose à nouveau lors de ce mini-championnat, et remporte ainsi son deuxième titre.
| Rang | Équipe           | Pts | J | G | N | P | Bp | Bc | Diff |
| ---- | ---------------- | --- | - | - | - | - | -- | -- | ---- |
| 1    | Boavista FC      | 0   | 0 | 0 | 0 | 0 | 0  | 0  | 0    |
| -    | União de Coina   | 0   | 0 | 0 | 0 | 0 | 0  | 0  | 0    |
| -    | União de Coimbra | 0   | 0 | 0 | 0 | 0 | 0  | 0  | 0    |

|  | Vainqueur de la compétition. |
|  | Relégué en division inférieure. |
|  | T Tenant du titre. P Promu de division inférieure. Pts points ; G victoires ; N match nuls ; P défaites Bp buts marqués ; Bc buts encaissés ; Diff différence de buts |

| Résultats (▼dom., ►ext.)                                   | Boa | Coi | UdC |
| Boavista FC                                                |     | -   | -   |
| União de Coina                                             | -   |     | -   |
| CF União Coimbra                                           | -   | -   |     |
| - Victoire à domicile - Match nul - Victoire à l'extérieur |     |     |     |